# راونهایم
شهر راونهایم (به آلمانی: Raunheim) در ایالت هسن در کشور آلمان واقع شده‌است.